# 伊勢崎市
伊勢崎市（日语：／ Isesaki shi */?）是群馬縣南部的城市。在2005年1月1日進行市町村合并后人口突破了20萬人，現為施行時特例市。該市也是群馬縣內少數的幾個人口仍在增加的城市。

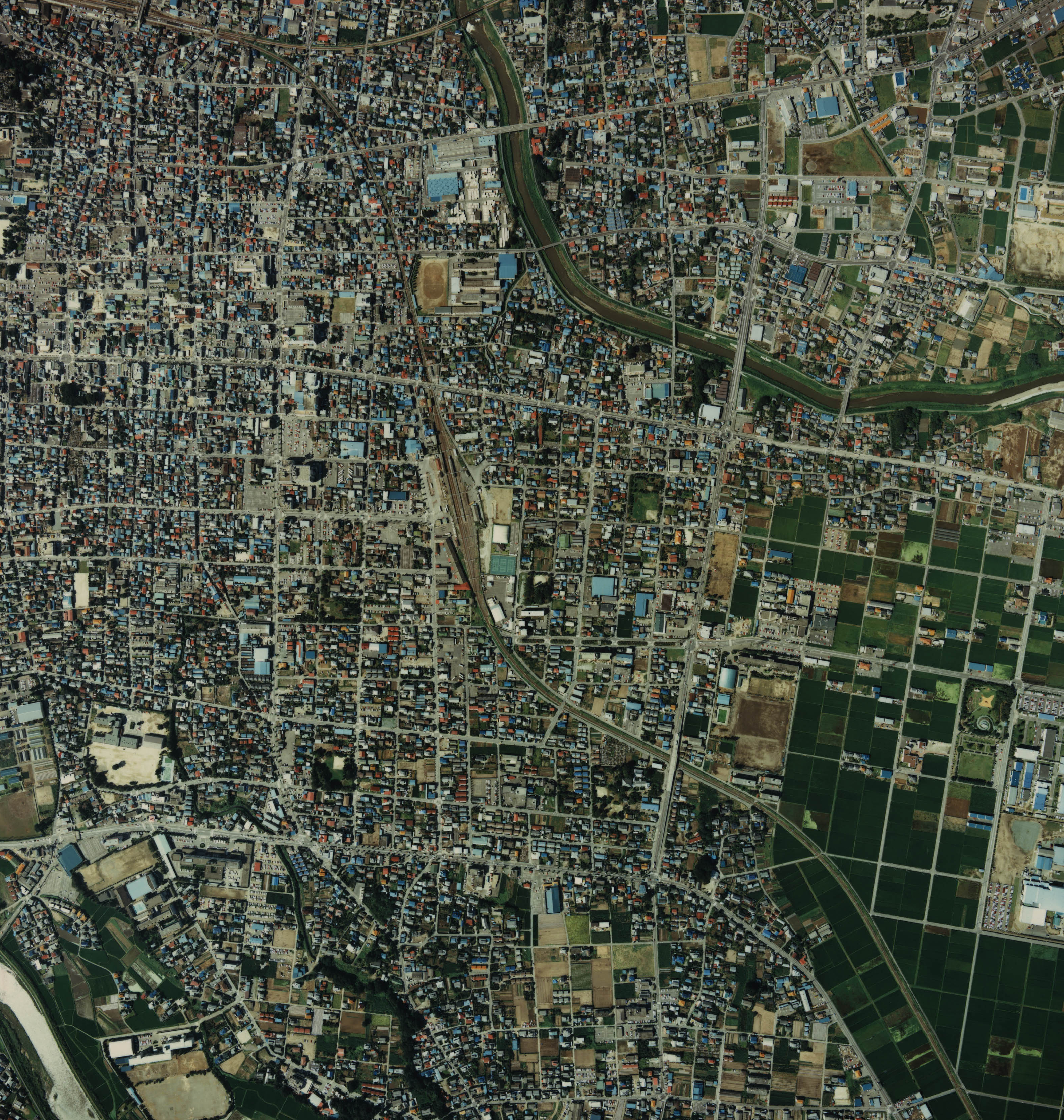
伊勢崎市中心地區的衛星照片

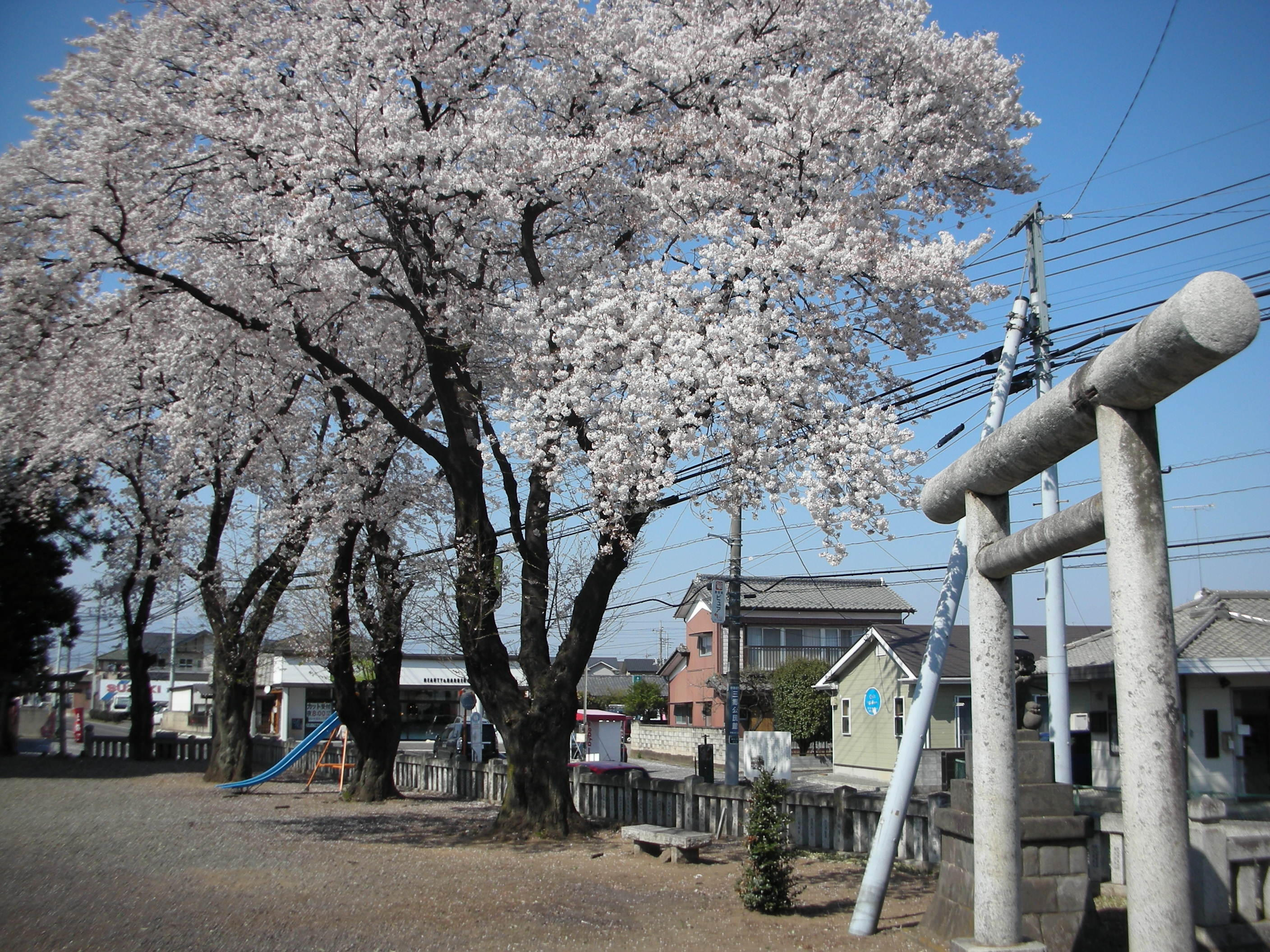
愛宕神社

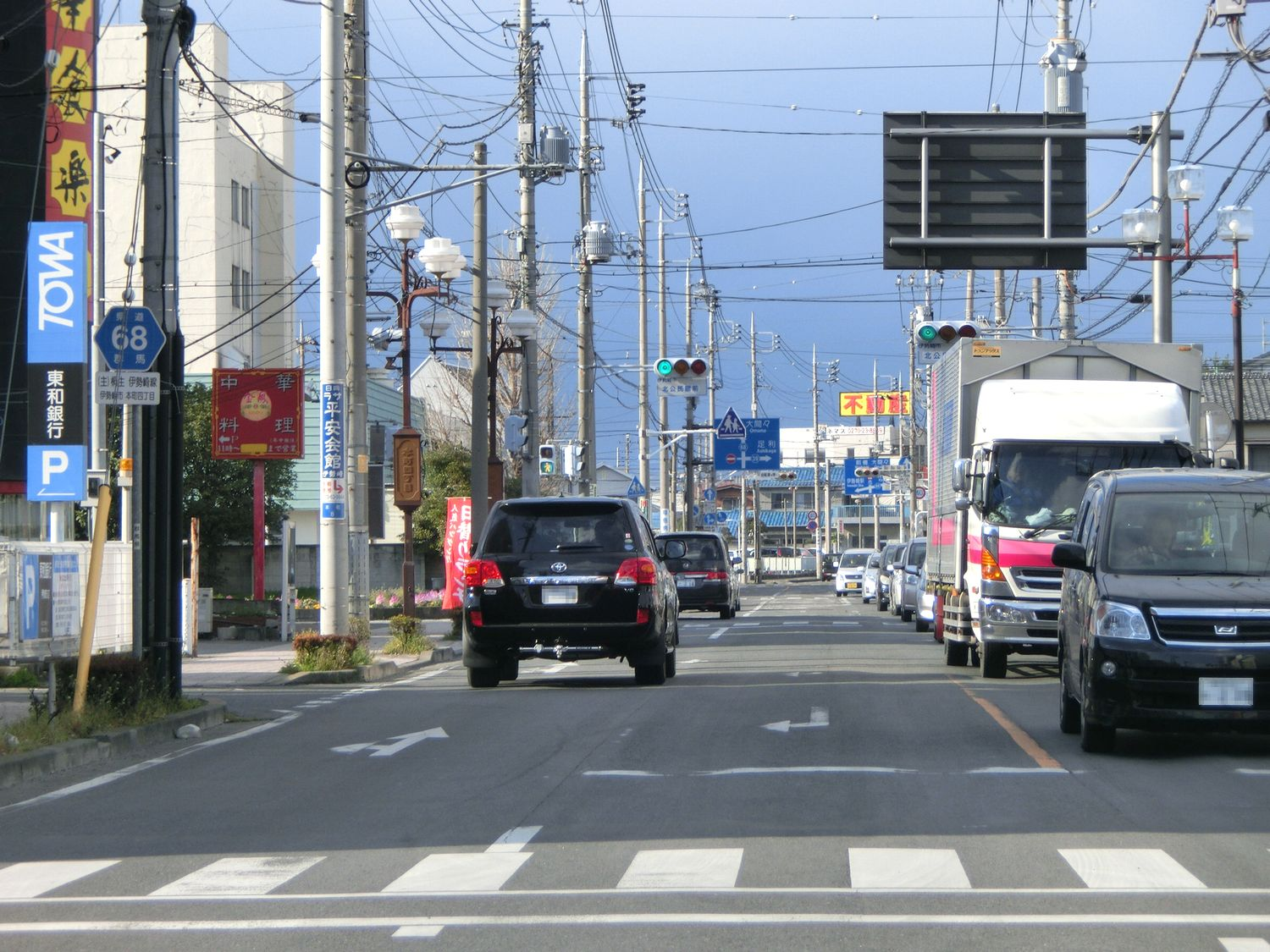
通過市中心的群馬縣道68號

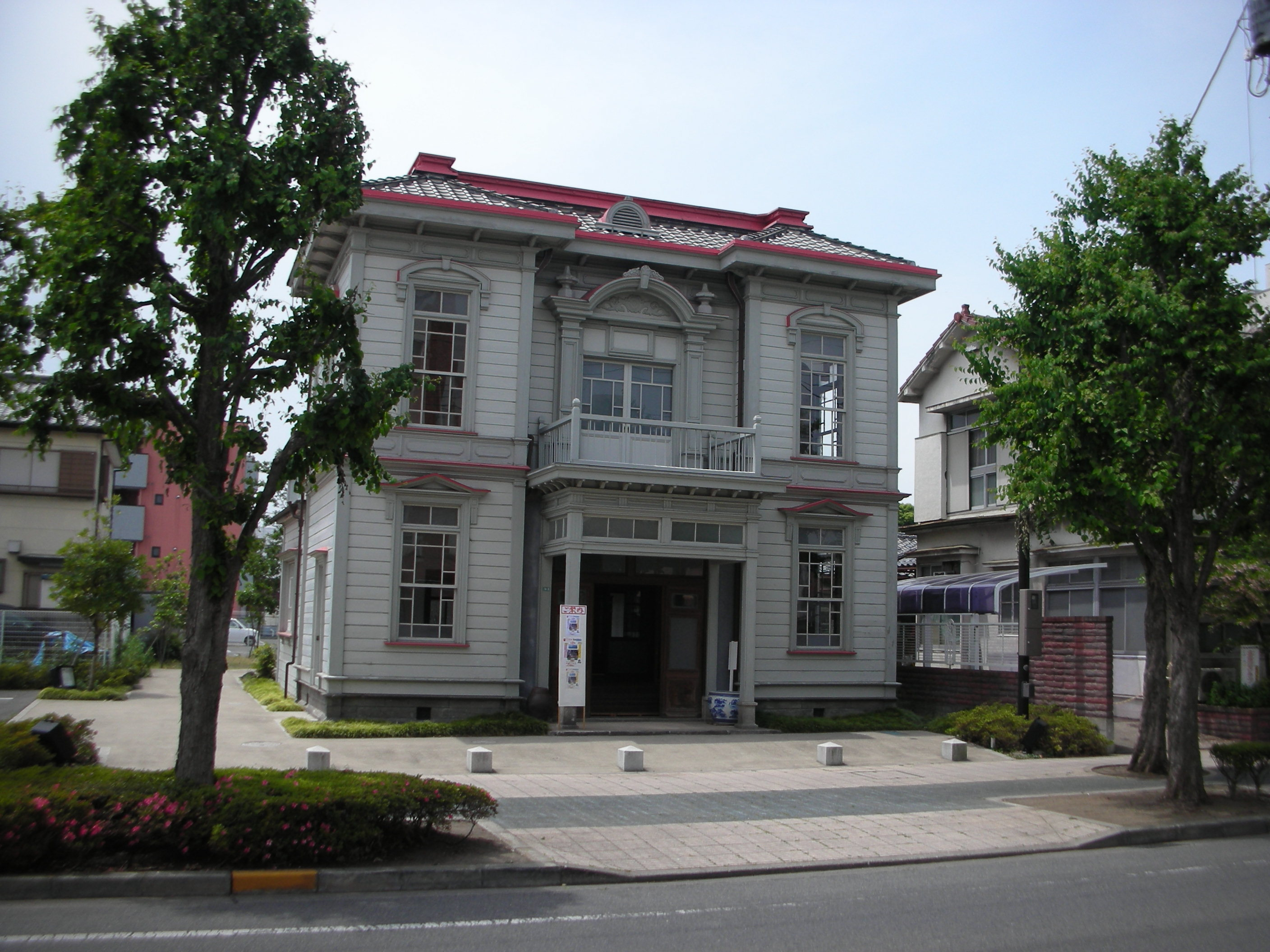
伊勢崎明治館（黑羽根內科醫院老館）